# Talʿat Harb

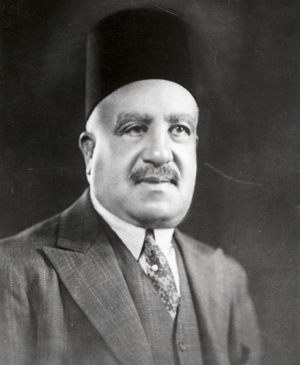
Talʿat Harb (vor 1941)

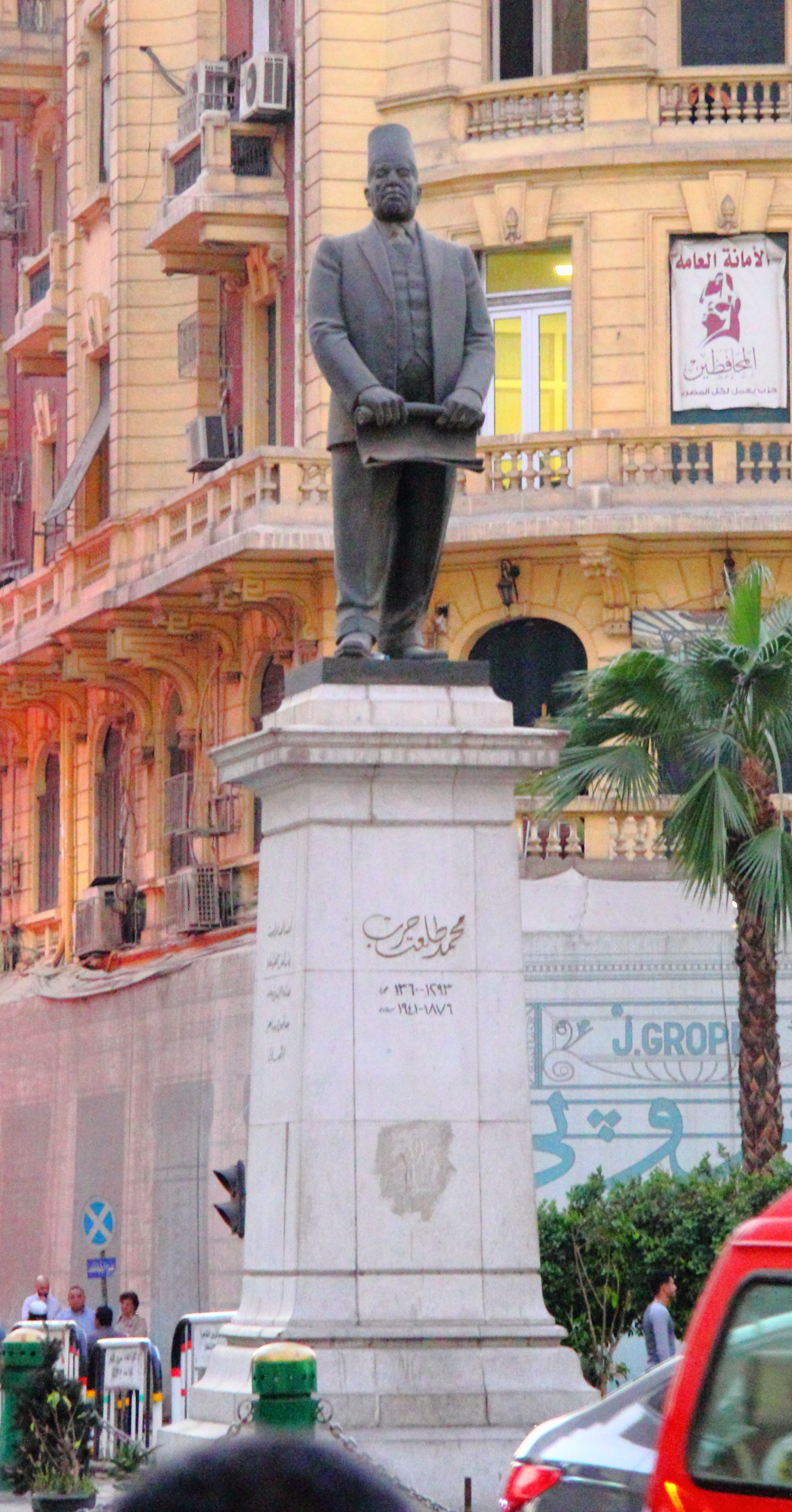
Statue des berühmten Bankiers an dem nach ihm benannten Platz und der gleichnamigen Straße in der Innenstadt Kairos (2019)

Talʿat Harb Pascha (arabisch محمد طلعت بن حسن محمد حرب Muḥammad Ṭalʿat b. Hasan Muḥammad Ḥarb; * 25. November 1867; † 13. August 1941) war ein führender ägyptischer Unternehmer und Gründer der Banque Misr und ihrer Unternehmensgruppe im Mai 1920.

## Seine Werke
Die Gründung der Banque Misr, die erste echte ägyptische Bank, die ägyptischen Aktionären gehört und deren Mitarbeiter ägyptische Staatsangehörige sind und in der Arabisch (die Landessprache) in der gesamten Kommunikation verwendet wird, war ein wichtiger Schritt zur Schaffung einer nationalen wirtschaftlichen Identität.
Die Idee zur Gründung der Banque Misr kam 1907 auf, als Talʿat Harb 100 EGP zur Gründung des Al Ahly SC beisteuerte. Er war ein bekannter nationalistischer Industrieller und veröffentlichte ein Buch, in dem er die Gründung einer nationalen Bank mit ägyptischer Finanzierung forderte. Er wies auf die ungenutzten Gelder hin, die von Ausländern für andere Zwecke als die Interessen Ägyptens investiert wurden. Diese Forderung vertrat er bei allen Gelegenheiten und mit unermüdlicher Beharrlichkeit. Harb war Mitbegründer der Zeitung, Al Jarida, die das offizielle Organ der Umma-Partei war. 1911 veröffentlichte er ein weiteres Buch mit dem Titel „The Egyptian Economic Reform and the Nation's Bank Project“ (Die ägyptische Wirtschaftsreform und das Projekt der Nationalbank), in dem er seine wirtschaftliche Idee erläuterte.
In Anerkennung der Bedeutung der Verbreitung des Bankwesens innerhalb und außerhalb Ägyptens strebte die Bank danach, ihre Filialen im ganzen Land und in mehreren Staaten zu verbreiten: Libanon, Syrien, Sudan, Jemen und Saudi-Arabien.
Unter der Leitung von Talʿat Harb gründete die Bank eine Reihe von Unternehmen, die in verschiedenen Sektoren tätig waren, z. B. in der Textilindustrie, der Schifffahrt, dem Verlagswesen, der Filmindustrie, dem Versicherungswesen und der ersten nationalen Fluggesellschaft: Egypt Air.
Er spielte eine wichtige Rolle bei vielen modernen ägyptischen Wirtschaftskrisen und Vorfällen wie der Zuckerkrise in Kom Ombo und dem Baumwollhandel.
Nach der Ausrufung der Republik in Ägypten wurde Talʿat Harb geehrt, indem mehrere Straßen und Plätze in Kairo und anderen Städten nach ihm benannt wurden. Seine Statue schmückt den Talʿat-Harb-Platz in der Kairoer Innenstadt. Im Jahr 1980, anlässlich des sechzigjährigen Bestehens der Banque Misr, verlieh Präsident Anwar Sadat Talʿat Harb posthum den Nilkragen, die höchste aller ägyptischen Ehrungen. Sie wird ausschließlich an Könige, Staatsoberhäupter und Personen verliehen, die sich auf nationaler oder allgemein menschlicher Ebene große Verdienste erworben haben.
Er initiierte auch viele wirtschaftliche Projekte in Saudi-Arabien, wofür er 1936 von König Abdul-'Aziz Al-Sa'ud von Saudi-Arabien mit zwei Stücken der Kiswa von Kabaa geehrt wurde. Im Jahr 2002 wurden die beiden Kiswa-Stücke von seinen Enkeln an ein Museum gespendet.

## Persönliches Leben
Talʿat Harb verlor seine Frau in relativ jungen Jahren. Er hinterließ vier Töchter: Fatma, Aisha, Khadiga und Hoda (vor ihrem Tod stiftete sie ein Stück Land und Geld für den Bau eines akademischen Herzinstituts an der medizinischen Fakultät von Ain Shams).
Der damalige Dichterpreisträger Ahmed Shawqi, ʿAbbās al-ʿAqqād, Ihsan Abdel Quddous, Salah Gawdat und der libanesisch-amerikanische Schriftsteller Khalil Gibran gedachten seiner in ihren Schriften und Gedichten.

## Von Talʿat Harb gegründete Projekte
Einige von ihnen werden in dieser Liste vorgestellt:
- 1920: Banque Misr; Kapital 80.000 LE[9]
- 1922: Druckerei Misr; Kapital 5.000 LE
- 1923: The Egyptian Company for Paper Manufacture; Kapital 30.000 LE
- 1923: Misr Company for Cotton Ginning; Kapital 30.000 LE
- 1925: Misr-Gesellschaft für Schauspiel und Kino (Studio Misr); Kapital 15.000 LE[10]
- 1926: The Egyptian Real Estate Co.; Kapital 116.000 LE
- 1926: Ägypten-Frankreich-Bank; Kapital 5 Millionen F. Francs
- 1927: Misr Weaving Co.; Kapital 300.000 LE
- 1927: Misr Fishery Co.; Kapital 20.000 LE
- 1927: Misr Silk Weaving Co.; Kapital 10.000 LE
- 1927: Misr Linen Co.; Kapital 45.000 LE
- 1929: Ägypten-Syrien-Bank; Kapital eine Million Syrische Lira
- 1930: Misr Transport and Shipping Co.; Kapital 160.000 LE
- 1932: Egyptian Products Sale Co.; Kapital 5.000 LE
- 1932: Misr Air Co.; Kapital 40.000 LE
- 1934: Egypt Travel Co, Kapital 7.000 LE
- 1934: Die Ägyptische Gesellschaft für Leder und Gerberei
- 1935: Misr for Mines and Quarries Co.; Kapital 40.000 LE
- 1937: Misr für die Herstellung und den Handel von Öl; Kapital 30.000 LE
- 1938: Misr al-Beida for Dyeing, in Zusammenarbeit mit Bradford, Kapital 250.000 LE
- 1940: Egypt Medical Pharmaceuticals, Kapital 10.000 LE
- 1907: Al-Ahly (The National) Sporting Club (durch Anerkennung des Gründungsausschusses des Clubs)[11][12]